# Beetroot
Beetroot AB är ett svenskt-ukrainskt IT-företag som tillhandahåller mjukvarulösningar samt bygger team av programmerare och annan IT-kompetens.
Man sysselsätter mellan 300 och 400 personer och arbetar med 90 kunder från fler än 10 länder: Sverige, USA, Storbritannien, Israel, Finland, Norge, Schweiz, Estland, Australien, Förenade Arabemiraten, Belgien, Kina och Nederländerna.
Beetroot AB har kontor i Poltava, Kyiv, Odesa, Ivano-Frankivsk, Charkiv och Stockholm.

## Kunder och verksamhet
Beetroot AB arbetar med ca 90 företag, varav 42 har utvecklingsteam stationerade på bolagets kontor. Nästan 80% av alla kunder återfinns i Sverige, och exempel på kunder är: Zwapgrid, Car.info, Polarbear Group, Upptec, Emedgene och Pixel Nordic AB.
Företagets huvudsakliga verksamhet är inriktad på rekrytering och husering av mjukvaruutvecklare i Ukraina, samt skräddarsydda lösningar inom mjukvara, innehållshantering, webbutveckling i WordPress och UX/design.

## Historia
Beetroot AB grundades år 2012 av entreprenörererna Andreas Flodström och Gustav Henman. Företaget var ursprungligen en del av Andreas Flodströms examensprojekt vid Chalmers tekniska högskola. Första kontoret öppnades i Odesa, Ukraina.
2013 öppnades kontor i Kyiv och Poltava.
2014, med stöd av svenska staten, grundades Beetroot Academy. De första kurserna började i Poltava. Hösten 2019 hade akademien filialer i tretton ukrainska städer.
2017 öppnades ett permanent representantkontor i Stockholm.
2018 öppnades kontor i Ivano-Frankivsk och Charkiv.

## Socialt entreprenörskap och utbildningsinitiativ
2014 startade Beetroot AB grundarna Andreas Flodström och Gustav Henman Beetroot Academy. Det är en icke vinstdrivande utbildningsinstitution som specialiserar sig på webbutveckling- och webbdesignutbildningar.
Beetroot Academy verkar i formen av ett socialt entreprenörskap, och inkomst spenderas direkt på akademins utveckling och skapandet av nya kurser.

## Arbetskultur
Beetroot AB har skapat uppmärksamhet genom sin ovanliga arbetskultur som präglas av det sociala uppdraget, och där framträdande element är självstyrande och medbestämmande, utan traditionell hierarki. Företrädare för bolaget har ofta agerat tankeledare och deltagit i internationella sammanhang, t ex mässor, i podcasts och andra mediesammanhang.

## Utmärkelser
2018 tilldelades Andreas Flodström utmärkelsen Årets Entreprenör i Almedalen, Sverige.
Man fick dessutom pris från den internationella organisationen WorldBlu för skapandet av en frihetsorienterad kultur, och ingick sedan i listan över de mest demokratiska arbetsgivarna i världen, tillsammans med sådana företag som Zappos, General Electrics Aviation, och Glassdoor.
2024 tilldelades grundarna Andreas Flodström och Gustav Henman priset Årets alumn i kategorin "För en bättre värld" av Chalmers tekniska högskola.